# Tranquillo Barnetta
Tranquillo Barnetta, švicarski nogometaš, * 22. maj 1985, St. Gallen, Švica.
Barnetta je po nogometni izobrazbi vezist, običajno je igral široko kot krilni vezist, sposoben je bil igrati tudi na položaju defenzivnega vezista. Nazadnje je bil član švicarskega prvoligaša St. Gallen, nastopal je tudi za švicarsko reprezentanco.

## Klubska kariera
Barnetta je svojo kariero pričel pri lokalnem klubu St. Gallen, že januarja 2004 pa so ga opazili in pograbili v nemškem klubu Bayer 04 Leverkusen.  Barnetto so v prvi sezoni v Leverkusnu sicer posodili v Hannover 96, a se je nato marca 2005 vrnil v Bayer. 
Po dobrih predstavah na Svetovnem prvenstvu 2006 v Nemčiji je Barnetta postal standardni član Bayerjeve enajsterice. Zatem je njegova forma padla, še zlasti v sezoni 2008/09, v kateri je bil tako na moštveni kot na individualni ravni manj uspešen od sezone pred tem. Tisto poletje so ga mediji povezovali z mnogimi klubi, njegovo mesto v ekipi se je zdelo pod velikim vprašajem, saj je dobil velikega tekmeca, Bayernovega posojenega igralca Tonija Kroosa.  Barnetta je vseeno ostal pri farmacevtih in se v sezoni 2009/10 zelo izkazal tako z igro kot z zadetki. Odigral je tudi zelo pomembno vlogo pri Bayerjevem nizu brez poraza, ki je trajal kar celotno prvo polovico sezone.

## Reprezentančna kariera
Barnetta je bil del moštva, ki je leta 2002 osvojilo Evropsko prvenstvo do 17 let. Njegova tedanja soigralca sta bila še dva vidna reprezentanta njegove generacije, Philippe Senderos in Reto Ziegler.  V člansko reprezentanco je bil prvič vpoklican za Evropsko prvenstvo 2004, a tam ni nastopil. Postopoma je pričel odigravati vedno vidnejšo vlogo tudi v reprezentanci in na Svetovnem prvenstvu 2006 se je na tekmi proti Togu vpisal med strelce.  V osmini finala so se Švicarji nato pomerili z Ukrajino. Tekma se je zavlekla v streljanje enajstmetrovk, pri katerih so bili Ukrajinci uspešnejši s 3-0. Eden tistih Švicarjev, ki so zgrešili enajstmetrovko, je bil tudi Barnetta. Barnetta je imel čast nastopiti tudi na domačem Evropskem prvenstvu 2008, ki pa je bilo za švicarsko reprezentanco neuspešno, saj se niso uspeli prebiti v izločilne boje. Švica je v svoji skupini celo zasedla zadnje 4. mesto, za Portugalsko, Turčijo in Češko. Barnetta je bil eden ključnih mož pri odličnih predstavah Švice v kvalifikacijah za Svetovno prvenstvo 2010, v katerih se je njegova reprezentanca uvrstila na prvo mesto svoje kvalifikacijske skupine, pred drugouvrščeno Grčijo. 

### Reprezentančni zadetki
| # | Datum             | Prizorišče        | Nasprotnik         | Zadel za | Končni izid | Tekmovanje                    |
| - | ----------------- | ----------------- | ------------------ | -------- | ----------- | ----------------------------- |
| 1 | 1. marec 2006     | Glasgow, Škotska  | Škotska            | 1 – 0    | 3 – 1       | prijateljska tekma            |
| 2 | 27. maj 2006      | Basel, Švica      | Slonokoščena obala | 1 – 0    | 1 – 1       | prijateljska tekma            |
| 3 | 19. junij 2006    | Dortmund, Nemčija | Togo               | 2 – 0    | 2 – 0       | Svetovno prvenstvo, skupina G |
| 4 | 22. avgust 2007   | Ženeva, Švica     | Nizozemska         | 1 – 0    | 2 – 1       | prijateljska tekma            |
| 5 | 22. avgust 2007   | Ženeva, Švica     | Nizozemska         | 2 – 0    | 2 – 1       | prijateljska tekma            |
| 6 | 7. september 2007 | Dunaj, Avstrija   | Čile               | 1 – 0    | 2 – 1       | prijateljska tekma            |